# Консенсуальна реальність
Консенсуальна реальність (загальноприйнята реальність) (англ. consensus reality) — консенсуальна реальність, загальноприйнята реальність — психологічний термін, що позначає такий опис реальності, щодо якої досягнуто загальної угоди між людьми (усвідомленої чи неусвідомленої).
Чарльз Тарт в книзі «Пробудження» запропонував альтернативний термін — «обумовлена реальність» (conditioned або conditional reality), вказуючи на неточність терміна «реальність консенсусу», оскільки ніхто не питає у індивіда згоди, чи хоче він жити в «загальноприйнятій реальності», адже до неї його привчають шляхом «обумовлення» — вироблення умовних рефлексів у процесі виховання та соціалізації.